# Мануель Герреро (футболіст)
Мануель Герреро (ісп. Manuel Guerrero, нар. 12 жовтня 1896, Вінья-дель-Мар — пом. 18 липня 1947) — чилійський футболіст, що грав на позиції воротаря. Відомий за виступами в складі низки чилійських клубів, та у складі національної збірної Чилі, ворота якої він захищав на перших чотирьох чемпіонатах Південної Америки.

## Біографія
Народився Мануель Герреро в місті Вінья-дель-Мар. Розпочав грати у футбол у місцевому клубі «Америка». У цьому ж році перейшов до клубу «Ла Крус», у якому грав до 1926 року, та неодноразово ставав переможцем регіональної першості. У 1927 році Герреро нетривалий час грав у столичному клубі «Коло-Коло», проте в цьому ж році повернувся до клубу «Ла Крус», у якому й завершив виступи на футбольних полях.
Одночасно з 1916 року Мануель Герреро грав у складі національної збірної Чилі. У 1916 році він грав у складі збірної на першому чемпіонаті Південної Америки, пізніше грав на континентальних чемпіонатах у 1917, 1919 і 1920 роках. Матч із збірною Уругваю на чемпіонаті 1920 року став для воротаря тринадцятим і останнім у складі збірної.
Помер Мануель Герреро 18 липня 1947 року в місті Курико.